# Smart (automerk)

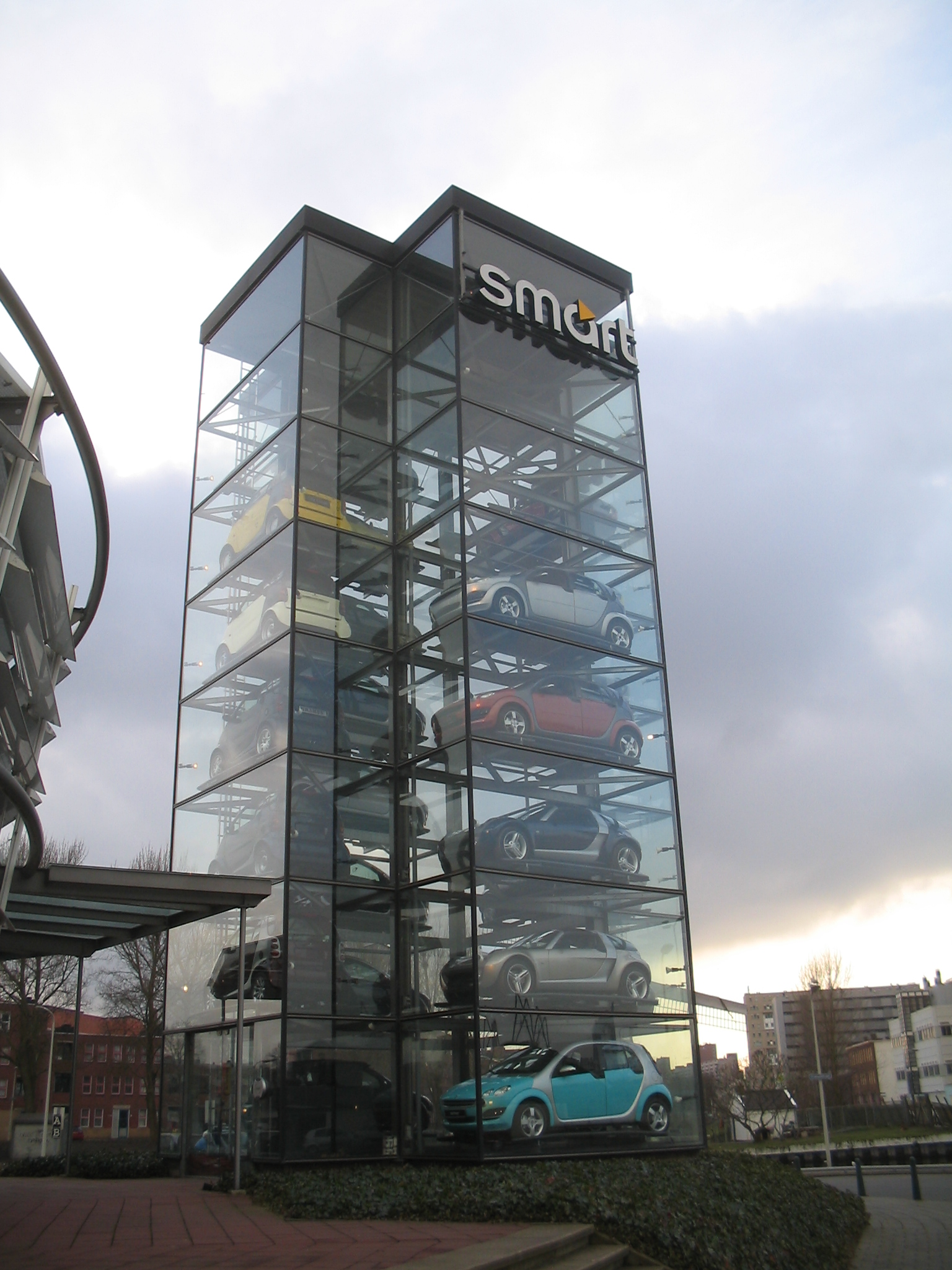
Voormalig Smart Center in Den Haag

Smart (Swatch Mercedes Art) is een automerk onder de vleugels van het concern Daimler AG. Soms wordt ook MCC Smart gebruikt. Smart GmbH werd in 1993 opgericht omdat  Mercedes-Benz zich ook op de markt van stadsauto's wilde begeven. In maart 1993 werd op een persconferentie de geplande samenwerking met SMH (nu de Swatch Group) aangekondigd.

Sinds 2009 is het merk een samenwerking tussen Mercedes-Benz en Geely.

## Idee
Aanvankelijk bestond het idee in de organisatie van Swatch om een kleine trendy auto op de markt te brengen. Hiertoe werd een consortium opgericht en ontstond de Smart CityCoupé, een kleine auto die plaats biedt aan twee personen. Bij het productierijp maken van de auto liepen de kosten op waardoor op een gegeven moment Mercedes-Benz twee auto's in het kleine segment had.
Oorspronkelijk was de bedrijfsnaam Micro Compact Car GmbH (MCC). De bedrijfsnaam werd in september 2002 gewijzigd in Smart GmbH.
De Smart is vanaf de introductie in 1998 een populaire reclameauto. Nadat gebleken was dat er een markt was voor de auto, volgden er diverse andere modellen. Naast de Smart ForTwo kwamen er de ForTwo cabrio, de ForTwo coupé, ForTwo crossblade, roadster, roadster coupé, en de vierdeurs ForFour.
De eerste generatie Smart werd niet bij de traditionele autodealers verkocht maar in zogenaamde Smart Centers, garages in de grote steden langs doorgaande wegen waar de modellen in een glazen vitrine boven elkaar te zien zijn. Door deze vitrine viel een Smart Center op vanaf de weg. De latere smart modellen zijn te koop bij de Mercedes-Benz dealer.
De Smart ForTwo wordt gemaakt in Hambach (Frankrijk). De eerste generatie van de ForFour, werd tussen 2004 en 2006 in Born (Nederland) gemaakt door NedCar. Het wereldwijde hoofdkantoor van smart is in Duitsland.
Na een onderbreking van acht jaar debuteerde de tweede generatie ForFour in juli 2014. Dit model, met de motor achterin, is ontwikkeld in samenwerking met Renault en wordt geproduceerd door Renault-dochter Revoz in Novo mesto (Slovenië).

## Succesnummer
De Smart City CityCoupé is een succesnummer in Europa. Dit model haalde als een van de eerste in zijn soort een 3 sterren nominatie bij botsproeven wat in 1999 een unieke prestatie was. Ondanks groot succes blijft introductie in andere werelddelen (zoals Noord-Amerika en Azië) lange tijd uit. In 2003 werd de Smart geïntroduceerd in Australië. Pas in 2004 komt Smart in Canada uit. In 2008 is Smart in de Verenigde Staten geïntroduceerd.

### Met gebreken
De zogenaamde 'First Generation' auto's kenden flink wat mankementen. De motor van CityCoupé's tussen 1998 en 2001 is van mindere kwaliteit en Smart krijgt een slechte reputatie, doordat er regelmatig auto's al vanaf 40.000 kilometer spontaan een nieuwe motor nodig hebben. Smart geeft klanten hierin coulance en zorgt voor een nieuwe motor tegen fors gereduceerde prijzen, nadat consumentenprogramma's druk hebben uitgeoefend.
In 2001 verbetert Smart de CityCoupé en de CityCoupé Cabrio. De auto krijgt een iets betere versnellingsbak met kortere schakeltijden, betere vering waardoor de wegligging verbetert en ruitenwissersproeiers, die niet langer geïntegreerd in de ruitenwissers zijn, maar gemonteerd op de voorkap. Verder wordt het ontwerp van de voorlichten speelser gemaakt en gaat de elektronische begrenzing van 135 naar 140 kilometer per uur. Het storingsgevoelige spruitstuk van de (standaard in de Smart aanwezige) turbo blijft en de cilinderinhoud van 600 cc wordt pas verhoogd naar 700cc in de 'Second Generation', die in 2004 op de markt komt en de naam ForTwo meekrijgt. De verbeterde versie van de Smart CityCoupe wordt leverbaar met sterkere motoren, zodat ook de zwakst gemotoriseerde versies met tegenwind nog goede prestaties leveren.
Ook het hoge olieverbruik en de benodigde soort olie blijven een punt van zorg. De benodigde volsynthetische olie, die niet boven de maximum indicatie (warme motor) mag komen blijkt meer dan incidenteel reden voor vervanging van de gehele motor. Dit is ook een punt van kritiek op Smart Centers, die meestal vervangen in plaats van repareren. Hoog olieverbruik is meestal een goede indicatie om te zien dat de motor forse slijtage heeft ondergaan. Meer dan 1 liter olieverbruik op 1000 kilometer is meestal reden voor een nieuwe motor.

### Veel verschillende uitvoeringen
Smarts komen er in veel verschillende uitvoeringen. Naast de standaard Pure, de uitgebreidere Pulse en de meest uitgebreide Passion zijn er vele beperkt verkochte unieke uitvoeringen waarbij extra luxe, speciaal design en mooiere bekleding vaak een rol spelen. Daarnaast is er een sportief model gefabriceerd, de Smart Brabus, met een snellere motor en verschillende sportieve tinten zowel op het interieur als exterieur gebied. Herkenbaar door de dubbele uitlaat in het midden van de achterkant van de auto.

### Smart New Generation
In 2007 komt Smart met een new generation Smart. Deze auto is standaard 20 centimeter langer dan de 2,5 meter waardoor de wegligging vooral op slechter wegdek en klinkerwegen verbetert. Het interieur heeft een flinke facelift ondergaan en oogt meer zakelijk. De kofferbak is ongeveer 50% groter, de maximumsnelheid is met 5 kilometer per uur verhoogd tot 145. Ook heeft de nieuwe generatie Smart een aantal verbeteringen gekregen die de veiligheid verder verbeteren, waarvan veel als extra opties. Onder andere licht- en regensensoren en zij-airbags. Smart heeft in november 2007 bij de Euro NCAP 4 sterren behaald.

### Smart Electric Drive
In 2009 introduceerde Smart de Smart Electric Drive (ED). De actieradius is 145 km. In 2017 was de actieradius 160 km. Uitvoeringen zijn Smart ForTwo en Smart ForFour.
Sinds 2020 biedt Smart alleen nog elektrische versies aan van zijn ForTwo en ForFour modellen. In Nederland was dat al sinds 2019 het geval.

## Recente ontwikkelingen

### Bedrijfsstructuur
Sinds 2019 is Smart een joint venture tussen Mercedes-Benz Group (destijds Daimler) en het Chinese Geely Holding . Deze samenwerking richt zich volledig op de ontwikkeling van elektrische voertuigen. De productie vindt plaats in China, terwijl het ontwerp en de technologische ontwikkeling grotendeels in Duitsland worden uitgevoerd. Smart heeft aangekondigd zijn wereldwijde aanwezigheid uit te breiden naar meer dan tien nieuwe markten vanaf 2025.

### Modellen
Onder de nieuwe samenwerking heeft Smart een reeks elektrische modellen geïntroduceerd:
- Smart #1: een compacte SUV met een lengte vergelijkbaar met de Peugeot 2008. Het model is ontworpen in Duitsland en geproduceerd in China. De basisversie heeft een achterwielaandrijving met een motor van 272 pk en een keuze uit een 49 kWh- of 66 kWh-batterij, met een bereik tot 440 km.[4]

- Smart #3: een elektrische SUV-coupé die in 2023 werd geïntroduceerd. Het model biedt een sportiever ontwerp en is beschikbaar met zowel achterwielaandrijving als vierwielaandrijving in de Brabus-variant.[5]

- Smart #5: het grootste model van Smart tot nu toe, een middelgrote SUV met een lengte van 4,71 meter. Het voertuig is uitgerust met een 100 kWh-batterij en een 800-volt elektrische architectuur, wat een snellaadtijd van 10 tot 80 procent in ongeveer 15 minuten mogelijk maakt. De actieradius bedraagt tot 590 km volgens de WLTP norm. De #5 is beschikbaar in verschillende uitvoeringen, waaronder de Brabus-variant met een vermogen tot 646 pk.[6][7]

- Toekomstige modellen: Smart werkt aan een opvolger voor de Fortwo, mogelijk aangeduid als #2, die eind 2025 wordt verwacht. Daarnaast is de introductie van de Smart #6 gepland voor de tweede helft van 2025, een hatchback in het C-segment die de concurrentie aangaat met modellen zoals de Volkswagen ID.3.[8]

## Historische modellen

### Modelhistorie
| Productie                | Type                    | Opmerking | Afbeelding                  |
| Miniauto's               |                         | |                             |
| sinds 2014               | Smart ForTwo III (C453) | Derde generatie van de ForTwo, ontwikkeld in samenwerking met Renault op basis van hetzelfde platform dat ook voor de derde generatie van de Renault Twingo wordt gebruikt.                          | Smart ForTwo                |
| sinds 2009               | Smart ForTwo ED         | Elektrisch aangedreven variant van de smart fortwo (intern: BR451). Deze Smart is geheel elektrisch aangedreven met 16kWh-batterij aan boord die een actieradius van ongeveer 145 km mogelijk maakt. | Smart electric drive (2014) |
| 2007-2014                | Smart ForTwo II (C451)  | Tweede generatie van de ForTwo (intern: BR451). Dit model is ook bedoeld voor de niet-Europese markt.                                                                                                | Smart ForTwo                |
| 2004-2006                | Smart ForTwo (C450)     | De naam van de Smart CityCoupé werd in 2004 veranderd naar ForTwo, tezamen met de introductie van de Smart ForFour om duidelijk te maken dat de ForFour voor vier personen is bedoeld.               | Smart ForTwo                |
| 2002-2003                | Smart CityCoupé (C450)  | Facelift van de city-coupé. | Smart ForTwo                |
| 1998–2002                | Smart CityCoupé (C450)  | Eerste generatie Smart. | Smart ForTwo                |
| Cabrio 's                |                         | |                             |
| 2002-2005                | Smart Crossblade        | De Crossblade is gebouwd op basis van de Fortwo Cabrio en in beperkte oplage uitgebracht. | Smart Crossblade            |
| sinds 2000               | Smart ForTwo Cabrio     | De Cabrio is een uitvoering van de ForTwo/CityCoupé. Het grote verschil is het dak, dat is gemaakt van doek.                                                                                         | Smart ForTwo Cabrio         |
| Kleine auto's            |                         | |                             |
| sinds 2014               | Smart ForFour (W453)    | Gebouwd op hetzelfde platform als de Renault Twingo. | Smart ForFour               |
| 2004-2006                | Smart ForFour (W454)    | Gebouwd op hetzelfde platform als de Mitsubishi Colt. | Smart ForFour               |
| Sportwagens en roadsters |                         | |                             |
| 2002–2005                | Smart Roadster          | De Roadster heeft een hardtop of een stoffen dak. De hardtop bestaat uit twee helften en kan in de kofferbak opgeborgen worden. De softtop kan tijdens het rijden geopend en gesloten worden.        | Smart Forfour               |
| 2002–2005                | Smart Roadster-Coupé    | De coupé is tot de B-stijl gelijk aan de roadster. Daarachter bevindt zich een glazen koepel, die extra bagageruimte biedt.                                                                          | Smart Forfour               |

### Tijdlijn
| Smart modellen van 1990 tot heden | Smart modellen van 1990 tot heden | Smart modellen van 1990 tot heden | Smart modellen van 1990 tot heden | Smart modellen van 1990 tot heden | Smart modellen van 1990 tot heden | Smart modellen van 1990 tot heden | Smart modellen van 1990 tot heden | Smart modellen van 1990 tot heden | Smart modellen van 1990 tot heden | Smart modellen van 1990 tot heden | Smart modellen van 1990 tot heden | Smart modellen van 1990 tot heden | Smart modellen van 1990 tot heden | Smart modellen van 1990 tot heden | Smart modellen van 1990 tot heden | Smart modellen van 1990 tot heden | Smart modellen van 1990 tot heden | Smart modellen van 1990 tot heden | Smart modellen van 1990 tot heden | Smart modellen van 1990 tot heden | Smart modellen van 1990 tot heden | Smart modellen van 1990 tot heden | Smart modellen van 1990 tot heden | Smart modellen van 1990 tot heden | Smart modellen van 1990 tot heden | Smart modellen van 1990 tot heden | Smart modellen van 1990 tot heden | Smart modellen van 1990 tot heden | Smart modellen van 1990 tot heden | Smart modellen van 1990 tot heden | Smart modellen van 1990 tot heden | Smart modellen van 1990 tot heden | Smart modellen van 1990 tot heden | Smart modellen van 1990 tot heden | Smart modellen van 1990 tot heden | Smart modellen van 1990 tot heden |
| --------------------------------- | --------------------------------- | --------------------------------- | --------------------------------- | --------------------------------- | --------------------------------- | --------------------------------- | --------------------------------- | --------------------------------- | --------------------------------- | --------------------------------- | --------------------------------- | --------------------------------- | --------------------------------- | --------------------------------- | --------------------------------- | --------------------------------- | --------------------------------- | --------------------------------- | --------------------------------- | --------------------------------- | --------------------------------- | --------------------------------- | --------------------------------- | --------------------------------- | --------------------------------- | --------------------------------- | --------------------------------- | --------------------------------- | --------------------------------- | --------------------------------- | --------------------------------- | --------------------------------- | --------------------------------- | --------------------------------- | --------------------------------- | --------------------------------- |
| Type                              | 1990                              | 1990                              | 1990                              | 1990                              | 1990                              | 1990                              | 1990                              | 1990                              | 1990                              | 1990                              | 2000                              | 2000                              | 2000                              | 2000                              | 2000                              | 2000                              | 2000                              | 2000                              | 2000                              | 2000                              | 2010                              | 2010                              | 2010                              | 2010                              | 2010                              | 2010                              | 2010                              | 2010                              | 2010                              | 2010                              | 2020                              | 2020                              | 2020                              | 2020                              | 2020                              | 2020                              |
| Type                              | 0                                 | 1                                 | 2                                 | 3                                 | 4                                 | 5                                 | 6                                 | 7                                 | 8                                 | 9                                 | 0                                 | 1                                 | 2                                 | 3                                 | 4                                 | 5                                 | 6                                 | 7                                 | 8                                 | 9                                 | 0                                 | 1                                 | 2                                 | 3                                 | 4                                 | 5                                 | 6                                 | 7                                 | 8                                 | 9                                 | 0                                 | 1                                 | 2                                 | 3                                 | 4                                 | 5                                 |
| Miniklasse                        |                                   |                                   |                                   |                                   |                                   |                                   |                                   |                                   | CityCoupé (C450)                  | CityCoupé (C450)                  | CityCoupé (C450)                  | CityCoupé (C450)                  | CityCoupé (C450)                  | CityCoupé (C450)                  | ForTwo (C450)                     | ForTwo (C450)                     | ForTwo (C450)                     | ForTwo (C451)                     | ForTwo (C451)                     | ForTwo (C451)                     | ForTwo (C451)                     | ForTwo (C451)                     | ForTwo (C451)                     | ForTwo (C451)                     | ForTwo (C453)                     | ForTwo (C453)                     | ForTwo (C453)                     | ForTwo (C453)                     | ForTwo (C453)                     | ForTwo (C453)                     | ForTwo (C453)                     | ForTwo (C453)                     | ForTwo (C453)                     | ForTwo (C453)                     | ForTwo (C453)                     |                                   |
| Compacte klasse                   |                                   |                                   |                                   |                                   |                                   |                                   |                                   |                                   |                                   |                                   |                                   |                                   |                                   |                                   | ForFour (W454)                    | ForFour (W454)                    | ForFour (W454)                    |                                   |                                   |                                   |                                   |                                   |                                   |                                   | ForFour (W453)                    | ForFour (W453)                    | ForFour (W453)                    | ForFour (W453)                    | ForFour (W453)                    | ForFour (W453)                    | ForFour (W453)                    | ForFour (W453)                    |                                   |                                   |                                   |                                   |
| Cabriolet                         |                                   |                                   |                                   |                                   |                                   |                                   |                                   |                                   |                                   |                                   | CityCoupé (A450)                  | CityCoupé (A450)                  | CityCoupé (A450)                  | CityCoupé (A450)                  | ForTwo (A450)                     | ForTwo (A450)                     | ForTwo (A450)                     | ForTwo (A451)                     | ForTwo (A451)                     | ForTwo (A451)                     | ForTwo (A451)                     | ForTwo (A451)                     | ForTwo (A451)                     | ForTwo (A451)                     | ForTwo (A451)                     | ForTwo (A453)                     | ForTwo (A453)                     | ForTwo (A453)                     | ForTwo (A453)                     | ForTwo (A453)                     | ForTwo (A453)                     | ForTwo (A453)                     | ForTwo (A453)                     | ForTwo (A453)                     | ForTwo (A453)                     |                                   |
| Cabriolet                         |                                   |                                   |                                   |                                   |                                   |                                   |                                   |                                   |                                   |                                   |                                   | Crossblade (R450)                 |                                   |                                   |                                   |                                   |                                   |                                   |                                   |                                   |                                   |                                   |                                   |                                   |                                   |                                   |                                   |                                   |                                   |                                   |                                   |                                   |                                   |                                   |                                   |                                   |
| Roadster                          |                                   |                                   |                                   |                                   |                                   |                                   |                                   |                                   |                                   |                                   |                                   |                                   |                                   | Roadster (R452)                   | Roadster (R452)                   | Roadster (R452)                   |                                   |                                   |                                   |                                   |                                   |                                   |                                   |                                   |                                   |                                   |                                   |                                   |                                   |                                   |                                   |                                   |                                   |                                   |                                   |                                   |
| Coupé                             |                                   |                                   |                                   |                                   |                                   |                                   |                                   |                                   |                                   |                                   |                                   |                                   |                                   | Roadster-Coupé (C452)             | Roadster-Coupé (C452)             | Roadster-Coupé (C452)             |                                   |                                   |                                   |                                   |                                   |                                   |                                   |                                   |                                   |                                   |                                   |                                   |                                   |                                   |                                   |                                   |                                   |                                   |                                   |                                   |
| Mini CUV                          |                                   |                                   |                                   |                                   |                                   |                                   |                                   |                                   |                                   |                                   |                                   |                                   |                                   |                                   |                                   |                                   |                                   |                                   |                                   |                                   |                                   |                                   |                                   |                                   |                                   |                                   |                                   |                                   |                                   |                                   |                                   |                                   | #1                                | #1                                | #1                                | #1                                |
| Compacte CUV                      |                                   |                                   |                                   |                                   |                                   |                                   |                                   |                                   |                                   |                                   |                                   |                                   |                                   |                                   |                                   |                                   |                                   |                                   |                                   |                                   |                                   |                                   |                                   |                                   |                                   |                                   |                                   |                                   |                                   |                                   |                                   |                                   |                                   | #3                                | #3                                | #3                                |
| Middelgrote CUV                   |                                   |                                   |                                   |                                   |                                   |                                   |                                   |                                   |                                   |                                   |                                   |                                   |                                   |                                   |                                   |                                   |                                   |                                   |                                   |                                   |                                   |                                   |                                   |                                   |                                   |                                   |                                   |                                   |                                   |                                   |                                   |                                   |                                   |                                   | #5                                | #5                                |
| Eigenaar                          |                                   |                                   |                                   | Daimler AG                        | Daimler AG                        | Daimler AG                        | Daimler AG                        | Daimler AG                        | Daimler AG                        | Daimler AG                        | Daimler AG                        | Daimler AG                        | Daimler AG                        | Daimler AG                        | Daimler AG                        | Daimler AG                        | Daimler AG                        | Daimler AG                        | Daimler AG                        | Daimler AG                        | Daimler AG                        | Daimler AG                        | Daimler AG                        | Daimler AG                        | Daimler AG                        | Daimler AG                        | Daimler AG                        | Daimler AG                        | Daimler AG                        | Daimler AG                        | Daimler AG                        | Daimler AG                        | Daimler AG                        | Daimler AG                        | Daimler AG                        | Daimler AG                        |
| Legende                           |                                   | Elektrisch                        | Elektrisch                        | Elektrisch                        | Elektrisch                        | Elektrisch                        | Elektrisch                        | Elektrisch                        | Elektrisch                        | Elektrisch                        | Elektrisch                        | Elektrisch                        | Elektrisch                        | Elektrisch                        | Elektrisch                        | Elektrisch                        | Elektrisch                        | Elektrisch                        | Elektrisch                        | Elektrisch                        | Elektrisch                        | Elektrisch                        | Elektrisch                        | Elektrisch                        | Elektrisch                        | Elektrisch                        | Elektrisch                        | Elektrisch                        | Elektrisch                        | Elektrisch                        | Elektrisch                        | Elektrisch                        | Elektrisch                        | Elektrisch                        | Elektrisch                        | Elektrisch                        |

## Trivia
- Midden 2009 werd bekend dat er in Amsterdam al meerdere Smarts in de grachten geduwd zijn, het zogenaamde Smart-smijten. De auto's die haaks op de kade parkeren worden door vandalen in het water geduwd, met als gevolg dat de auto total loss is.[9]